# Inés de Suárez
Inés de Suárez (Plasencia, 1507 circa – Cile, 1580 circa) è stata una militare spagnola combattente dell'America meridionale all'epoca della conquista del Cile.
È ricordata per aver difeso con successo la città di Santiago dall'attacco dei Mapuche e per essere stata l'amante di Pedro de Valdivia.

## Biografia

### Primi anni e sbarco in America
Inés nacque a Plasencia, Spagna, nel 1507. Sbarcò in America nel 1537 con l'intento di cercare il marito, Juan de Málaga, che era partito per il Nuovo Mondo con i fratelli Pizarro. Dopo una lunga ricerca avvenuta in numerosi Paesi del Sud America, nel 1538 Inés raggiunse Lima dove scoprì che il marito era deceduto in mare poco tempo prima del suo arrivo in Perù. Come risarcimento per essere la vedova di un soldato spagnolo, Inés richiese e ottenne un piccolo appezzamento di terra a Cuzco dove si stabilì.
Fu proprio a Cuzco che Inés Suárez conobbe Pedro de Valdivia, maresciallo di campo di Francisco Pizarro e futuro conquistatore del Cile, recentemente tornato dopo la battaglia di Las Salinas avvenuta nel 1538. Nonostante provenissero entrambi dalla stessa zona della Spagna, non vi è alcuna prova che l'inizio della loro relazione sia anteriore a quella data.

### Conquista del Cile
Alla fine del 1539, Valdivia decise di lasciare il Perù per avventurarsi verso l'inesplorato Cile, con il solo intento di «scoprire e colonizzare terre per sua Maestà». Per intraprendere questo viaggio, chiese a Pizarro che Inés facesse parte del contingente che sarebbe stato a suo seguito ed egli accettò, a patto che lo avesse accompagnato come domestica. Fu così che il conquistatore, nel gennaio 1540, partì con 150 uomini alla volta delle nuove terre.
Inés si dimostrò un'importante risorsa per la spedizione: resistente quanto un uomo,  si occupò di malati e feriti, trovò l'acqua nel deserto e scongiurò l'omicidio di Valdivia stesso ad opera di un suo rivale.
Undici mesi dopo la loro partenza da Cuzco, gli spagnoli raggiunsero la valle del fiume Mapocho e vi si stabilirono.  Il 12 febbraio 1541, in quel luogo, sorse ufficialmente la città di Santiago in onore del santo patrono del regno di Spagna

### Scontro con i Mapuche
Quando si venne a scoprire della presenza di oro nelle vicinanze di Valparaíso, gli spagnoli iniziarono a sfruttare i nativi del luogo, con i quali erano riusciti ad ottenere un rapporto di pacifica convivenza nel corso dei mesi. Fu per questo motivo che, mentre Valdivia non era presente al Sud, gli indios, capeggiati da Michimalonco, attaccarono con ferocia Santiago radendola quasi al suolo.

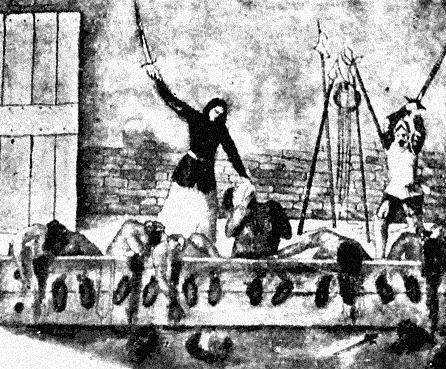
Anonimo, XIX secolo, Santiago, disegno a penna, Museo Historico Nacional Santiago de Chile

La battaglia sembrava perduta quando Inés, che stava dando il proprio aiuto curando e fornendo supporto ai compagni, propose di decapitare sette cacicchi loro prigionieri con l'intento di spaventare gli indigeni. Nonostante vi fossero obiezioni da parte di chi riteneva che tenerli in vita fosse la loro unica possibilità contrattuale, Inés raggiunse il luogo in cui gli uomini erano tenuti sotto sorveglianza da Francisco Rubio e Hernando de la Torre e diede l'ordine di esecuzione. Le teste vennero successivamente gettate tra la folla creando scompiglio, mentre la donna salì a cavallo e spronò gli uomini a reagire. La cavalleria spagnola riuscì a cacciare gli indigeni e a vincere la battaglia.
Il 20 gennaio 1544, in riconoscimento per il suo coraggio e il suo valore, Pedro de Valdivia le conferì un encomio.
Secondo la storiografia spagnola, fu Inés stessa a mostrare alle guardie come uccidere i sette schiavi. Per questo motivo è normalmente rappresentata nell'atto di decapitare i suoi nemici.

### Processo di Villagra
Nel periodo successivo alla battaglia, Inés continuò a vivere apertamente con Valdivia, divenuto il governatore. Questo comportamento fu utilizzato contro Valdivia quando, dopo l'inizio delle rivolte in Perù, una fazione scontenta lo accusò di tirannia, uso illecito dei fondi pubblici e di immoralità pubblica. Si arrivò così al processo di Villagra.
Il 19 novembre del 1548 il Viceré, Pedro de la Gasca, scagionò Pedro de Valdivia da ogni imputazione tranne quella riguardante la sua relazione extraconiugale. Valdivia fu costretto a ricongiungersi con la moglie, Marina Ortíz de Gaete, mentre Inés dovette sposare il capitano Rodrigo de Quiroga nel 1549.
Da quel momento la donna condusse una vita molto tranquilla e religiosa dedita ad aiutare gli altri. Insieme al marito contribuì alla realizzazione del santuario Merced y de la ermita de Monserrat.
Entrambi i coniugi morirono a Santiago del Cile nel 1580 circa.

## Riferimenti nella cultura di massa

### Letteratura
Inés de Suárez è la protagonista del romanzo Inés dell'anima mia di Isabel Allende. La scrittrice ha deciso di rendere omaggio a “questa donna straordinaria con l'intento di mostrare le cose incredibili che è riuscita a fare nella vita – “una vita che mi sarebbe piaciuto vivere”– che sono solitamente limitate in poche righe nei testi di storia cilena. Questa mancanza di materiale ha costretto l'Allende a una lunga ricerca, ma le ha permesso di dare più spazio alla sua immaginazione.

### Cinema
Inés venne interpretata dall'attrice italiana Elsa Martinelli nel film L'araucana, massacro degli dei, trasposizione cinematografica dell'omonimo romanzo di Alonso de Ercilla y Zúñiga.

### Televisione
Nel 2020 esce la serie televisiva di 8 episodi "Inés dell'anima mia", ispirata all'omonimo romanzo di Isabel Allende.

## Riconoscimenti
A Inés Suárez sono intitolati un'area verde sorta nel 1994 a Providencia, Santiago e una scuola nella sua città natale. Inoltre è prevista l'apertura di una nuova linea metropolitana che comprenderà la stazione "Inés de Suárez", in prossimità del parco.